# Эндогенные вирусные элементы
Эндоге́нные ви́русные элеме́нты (англ. Endogenous viral elements) — последовательности ДНК вирусного происхождения в геноме невирусных организмов, которые присутствуют в клетках зародышевой линии и передаются по наследству. Иногда эндогенные вирусные элементы представлены полными вирусными геномами (провирусами), в других случаях они являются фрагментами вирусных геномов. Провирусы могут сохранять потенциальную способность вызывать инфекцию, опосредуя образование новых вирусных частиц. При удвоении клеточного генома численность таких провирусов может увеличиваться. Вирусы, не относящиеся к числу ретровирусов, редко обнаруживаются в геномах клеток зародышевой линии и обычно выявляются в виде фрагментов вирусных геномов. Фрагменты вирусных геномов не могут вызывать инфекцию, однако они часто экспрессируют РНК и белки, иногда даже клеточные рецепторы.

## Разнообразие и распространение
Эндогенные вирусные элементы были обнаружены в геномах животных, растений и грибов. У позвоночных эндогенные ретровирусы встречаются довольно часто. Поскольку ретровирусы встраиваются в геном клетки и передаются дочерним клеткам при репликации ДНК и делении, они могут сохраняться и в геномах клеток зародышевой линии. Кроме того, в геномах позвоночных обнаружены эндогенные вирусные элементы, близкие к вирусам семейств Parvoviridae, Filoviridae, Bornaviridae и Circoviridae. В геномах растений часто выявляются эндогенные вирусные элементы, напоминающие параретровирусы (вирусы, содержащие двуцепочечную ДНК, реплицирующиеся через стадию одноцепочечной РНК с использованием обратной транскрипции). Кроме того, у растений встречаются эндогенные производные вирусов, не имеющих обратной транскрипции, например, вирусов семейства Geminiviridae.

## Значение для видов-хозяев
В некоторых случаях эндогенные вирусные элементы дают селективное преимущество тем особям, в геном которых они интегрировались. Например, они могут защищать от инфекции, вызванной родственными вирусами. В некоторых группах млекопитающих, в том числе у высших приматов, белки оболочки ретровирусов подверглись экзаптации и стали белками, которые экспрессируются в синцитиотрофобласте плаценты и обеспечивают слияние клеток цитотрофобласта плаценты с образованием синцития. Один из таких белков — синцитин человека, он кодируется эндогенным ретровирусом ERVWE1, локализованным в 7-й хромосоме. Любопытно, что у разных групп млекопитающих гены синцитина и похожих белков были приобретены независимо от разных групп ретровирусов. Синцитин-подобные белки были выявлены у приматов, грызунов, зайцеобразных, хищных и копытных, их приобретение произошло от 85 до 10 миллионов лет назад.

## Значение для палевирусологии
Эндогенные вирусные элементы — один из немногих источников информации о древних этапах эволюции вирусов. Многие из них произошли в результате интеграции предкового вируса в геном клетки зародышевой линии несколько миллионов лет назад, поэтому их можно рассматривать как «вирусные ископаемые». С помощью древних эндогенных вирусных элементов можно прослеживать эволюцию вирусов на большом временном интервале. Идентификация ортологичных эндогенных вирусных элементов в геномах разных организмов позволяет калибровать временную шкалу эволюции вирусов, поскольку время расхождения видов-хозяев известно. С помощью этого подхода удалось оценить возраст некоторых семейств вирусов. Для семейств Parvoviridae, Filoviridae, Bornaviridae и Circoviridae он составил от 93 до 30 миллионов лет, а род ретровирусов Lentivirus имеет возраст 12 миллионов лет. Эндогенные вирусные элементы могут также способствовать применению молекулярных часов для изучения эволюции вирусов.